# Чучинка
Чучинка — річка в Україні, у Миронівському й Кагарлицькому районах Київської області. Права притока Дніпра (басейн Дніпра).

## Опис
Довжина річки приблизно 10 км

## Розташування
Бере початок у селі Липовий Ріг. Спочатку тече на північний захід через Уляники. Потім повертає на північний схід і у селі Балико-Щучинка впадає у річку Дніпро.